# Hofrat
Hofrat (niem. Radca Dworu lub Rada Nadworna) oznacza w języku niemieckim instytucję, stanowisko urzędowe lub osobę w Niemczech i Austrii.

## Hofrat w Niemczech

### Hofrat Świętego Cesarstwa Rzymskiego
Hofrat lub Reichshofrat był w Świętym Cesarstwie Rzymskim ukształtowanym w latach 1519–1559 określeniem sądu, który stanowił instancję rewizyjną stojącą nad rządem i izbami. Reichshofrat – obok Izby Sądu Rzeszy w Wetzlar – był instancją sądowniczą w sprawach Rzeszy. Przetrwał do końca Świętego Cesarstwa Rzymskiego w roku 1806. Obok pojęcia Hofratu jako instytucji, istniał tytuł Hofrata przysługujący członkom Rady Nadwornej i jej urzędnikom. Po likwidacji Reichshofrat 1806 tytuł przetrwał tylko w Austrii. Obok Hofrata istniał też tytuł tajnego radcy Geheimer Rat, zarezerwowany dla doradcy cesarza do spraw politycznych. W praktyce był to dworski tytuł honorowy, nadawany zasłużonym osobom do roku 1918. Jednym z tajnych radców był Geheimrat Johann Wolfgang von Goethe.

## Hofrat w Austrii
W tym kraju tytuł Hofrata przetrwał nie tylko koniec monarchii austro-węgierskiej, ale i Anschluss oraz II wojnę światową. Ten tytuł nadal nadaje Prezydent Austrii urzędnikom państwowym. Obecnie istnieje pięć grup osób, odznaczonych godnością Hofrata: największą grupę stanowią wyżsi urzędnicy Federacji, którzy od pewnej grupy funkcyjnej otrzymują tytuł w drodze awansu. W urzędzie centralnym lub ministerstwie otrzymuje urzędnik tytuł Ministerialrat, w parlamencie tytuł Parlamentsrat. Hofraci austriackich urzędów bezpieczeństwa są jedynymi Hofratami w mundurach. Ponadto tytuł mogą otrzymać urzędnicy Federacji przy odejściu na emeryturę. Dalszą grupę stanowią urzędnicy z wykształceniem akademickim, Hofraci krajowi (Landes-Hofrat). Prezydent Austrii może nadać tytuł Hofrata honoris causa, także osobom nie będącym urzędnikami. Również sędziowie Sądu Najwyższego są zwani Hofratami. Analogicznie sędziowie niższych instancji zwani są po prostu radcami (Rat). 